# Dolomedes japonicus
Dolomedes japonicus là một loài nhện trong họ Pisauridae.
Loài này thuộc chi Dolomedes. Dolomedes japonicus được Friedrich Wilhelm Bösenberg & Embrik Strand miêu tả năm 1906.